# Joseph-Marie Trịnh Văn Căn
Joseph-Marie Trịnh Văn Căn (Trac Butêt Nam, 19 marzo 1921 – Hanoi, 18 maggio 1990) è stato un cardinale e arcivescovo cattolico vietnamita.

## Biografia
Nacque a Trac Butêt Nam il 19 marzo 1921.
Papa Giovanni Paolo II lo elevò al rango di cardinale nel concistoro del 30 giugno 1979. Fu il secondo porporato originario del Vietnam.
Morì il 18 maggio 1990 all'età di 69 anni per un attacco di cuore nel suo ufficio di Hanoi: è sepolto nella cattedrale di San Giuseppe.

## Genealogia episcopale e successione apostolica
La genealogia episcopale è:
- Cardinale Scipione Rebiba
- Cardinale Giulio Antonio Santori
- Cardinale Girolamo Bernerio, O.P.
- Vescovo Claudio Rangoni
- Arcivescovo Wawrzyniec Gembicki
- Arcivescovo Jan Wężyk
- Vescovo Piotr Gembicki
- Vescovo Jan Gembicki
- Vescovo Bonawentura Madaliński
- Vescovo Jan Małachowski
- Arcivescovo Stanisław Szembek
- Vescovo Felicjan Konstanty Szaniawski
- Vescovo Andrzej Stanisław Załuski
- Arcivescovo Adam Ignacy Komorowski
- Arcivescovo Władysław Aleksander Łubieński
- Vescovo Andrzej Stanisław Młodziejowski
- Arcivescovo Kasper Kazimierz Cieciszowski
- Vescovo Franciszek Borgiasz Mackiewicz
- Vescovo Michał Piwnicki
- Arcivescovo Ignacy Ludwik Pawłowski
- Arcivescovo Kazimierz Roch Dmochowski
- Arcivescovo Wacław Żyliński
- Vescovo Aleksander Kazimierz Bereśniewicz
- Arcivescovo Szymon Marcin Kozłowski
- Vescovo Mečislovas Leonardas Paliulionis
- Arcivescovo Bolesław Hieronim Kłopotowski
- Arcivescovo Jerzy Józef Elizeusz Szembek
- Vescovo Stanisław Kazimierz Zdzitowiecki
- Cardinale Aleksander Kakowski
- Papa Pio XI
- Vescovo Jean-Baptiste Nguyễn Bá Tòng
- Vescovo Thaddée Anselme Lê Hữu Từ, O.Cist.
- Cardinale Joseph Marie Trịnh Như Khuê
- Cardinale Joseph-Marie Trịnh Văn Căn

La successione apostolica è:
- Vescovo Joseph Phan Thế Hinh (1976)
- Vescovo Joseph Nguyễn Thiện Khuyến (1977)
- Vescovo Joseph Marie Nguyễn Tùng Cương (1979)
- Vescovo Pierre Jean Trần Xuân Hạp (1979)
- Vescovo Joseph Marie Vũ Duy Nhất (1979)
- Vescovo Joseph Marie Đinh Bỉnh (1979)
- Vescovo François Xavier Nguyễn Văn Sang (1981)
- Vescovo Joseph Nguyễn Văn Yến (1988)
- Vescovo Joseph Marie Nguyễn Quang Tuyến (1989)